# Earl Songer
Earl Songer (* 31. Oktober 1916 in Ruth nahe Charleston, West Virginia; † 1972 in West Virginia) war ein US-amerikanischer Country-Musiker.

## Leben

### Kindheit und Jugend
Earl Songer lernte als Kind Gitarre und Mundharmonika zu spielen. Durch ein Prospekt wurde Songer auf die Autoindustrie in Detroit, Michigan, aufmerksam und zog kurze Zeit später dorthin um bei Ford zu arbeiten.

### Karriere
In Detroit begann Songer abends aufzutreten. Bei einem seiner Auftritte lernte er seine spätere Frau Joyce Goode kennen, doch Songer wurde zur Armee eingezogen und kämpfte im Zweiten Weltkrieg. Nach seiner Entlassung 1945 heirateten beide und beschlossen, sich professionell der Musik zu widmen.
1949 machten Songer und Joyce erste Aufnahmen für Fortune Records, obwohl die beiden sich wieder hatten scheiden lassen. Ihre erste Single The Fire In My Heart stellte sich als erfolgreich heraus. Es folgten sieben weitere Singles bei Fortune und Songer bekam die Gelegenheit, zusammen mit Hank Williams aufzutreten. Songer gründete die Rocky Road Ramblers, bei denen auch Joyce (Steel Guitar) und ihr Bruder Chester (Bass) mitspielte. 1953 heirateten Songer und Joyce erneut; im selben Jahr erhielt er einen Vertrag bei Coral Records. Während Songer in Nashville, Tennessee, war, um Aufnahmen für Coral zu machen, trat er in Ernest Tubbs Midnight Jamboree auf. 1954 machten Songer und seine Frau in Dallas, Texas, für Imperial Records weitere Aufnahmen, woraus unter anderem Whoopie Baby entstand.
Ihre Ehe scheiterte letztendlich aber an Earl Songers übermäßigem Alkoholkonsum. Er gab die Musik auf und arbeitete fortan als Gebrauchtwagenhändler. Earl Songer starb 1972 in seinem Heimatstaat West Virginia.

## Diskografie
| Jahr             | Titel                                                     | #               | Anmerkungen      |
| Fortune Records  | Fortune Records                                           | Fortune Records | Fortune Records  |
| ---------------- | --------------------------------------------------------- | --------------- | ---------------- |
| 1950             | Fire In My Heart / Honky Tonkin‘ Blues                    | 129             | mit Joyce Songer |
| 1950             | Fox Chase / Will There Be Any Flowers on Your Grave       | 131             | mit Joyce Songer |
| 195?             | Mother-In-Law Boogie / My Wife and Sweetheart, Too        | 141             | mit Joyce Songer |
| 195?             | Spanish Fire Bells / Whose Naughty Baby Are You           | 144             | mit Joyce Songer |
| 195?             | In a Broken Heart, No Love Is Found / West Virginia Waltz | 151             | mit Joyce Songer |
| 195?             | Someone to Call My Own / I Won’t Confess I’m Sorry        | 155             | mit Joyce Songer |
| 195?             | Someone to Call My Own / Dissatisfied                     | 160             | mit Joyce Songer |
| Coral Records    |                                                           |                 |                  |
| 1952             | We’re Satisfied / Smiling Through The Years               | 64127           | mit Joyce Songer |
| 1953             | Sansoo / Who Will I Sen [!] Your Picture To               | 64149           |                  |
| 1954             | Unwelcome Bride / Too Free With Your Love                 | 64167           |                  |
| Imperial Records |                                                           |                 |                  |
| 1954             | Rock a My Baby / Whoopie Baby                             | 8259            |                  |
| 1955             | I Want Your Love / Let’s Try Again                        | 8292            |                  |